# 억척어멈과 그의 자식들

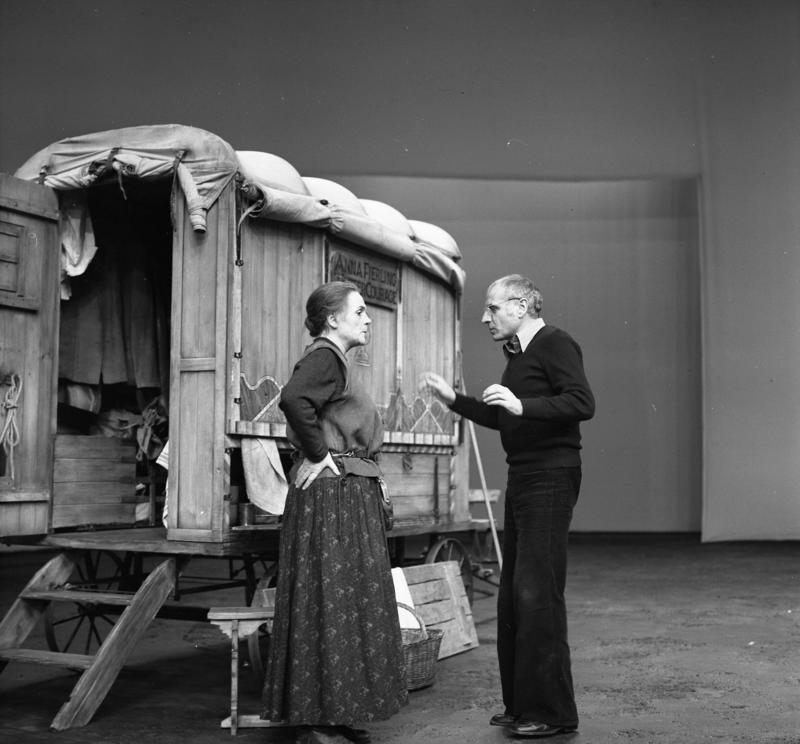

《억척어멈과 그의 자식들》(독일어: Mutter Courage und ihre Kinder)은 베르톨트 브레히트가 1939년 망명지 스웨덴에서 집필한 희곡이다. 이 작품을 쓰게 된 직접적인 계기는 나치스의 전쟁 준비에 대한 덴마크 정부의 태도였다. 덴마크 등 스칸디나비아 제국은 정치적으로는 히틀러의 전쟁을 배척하면서도 경제적으로는 적당히 공조해 이득을 취하려고 했다. 브레히트는 이 작품을 통해서 이런 근시안적인 정책을 비판하려고 했다. 게다가 30년 종교전쟁(1618∼1648)은 스칸디나비아 제국과 독일이 관련된 전 유럽의 전쟁이었기 때문에 극작품의 배경으로 적합했다. 다양한 서사적 형식이 사용되고 있어 브레히트 서사극의 정수로 꼽힌다.

## 배경
30년 종교전쟁(1618-1648)을 배경으로 한 억척어멈 일가의 연대기다. 주인공 억척어멈은 세 자녀와 함께 포장마차를 끌고 전쟁터에서 군부대를 따라다니며 장사를 하는 종군주보상인이다. ‘전쟁은 사업이다’라는 신념으로 장사에 임하지만 세 자녀를 모두 잃고 돈도 벌지 못해서 거지꼴이 된다. 억척어멈은 혼자서 포장마차를 끌면서도 마지막까지 돈을 벌겠다는 생각을 버리지 못한다. 브레히트의 가장 많이 공연되는 희곡 중의 하나이며 단행본으로도 항상 베스트셀러다.

## 같이 보기
- 위스콘신 대학교 매디슨